# Vorkapić
Vorkapić is een plaats in de gemeente Topusko in de Kroatische provincie Sisak-Moslavina. De plaats telt 35 inwoners (2001).